# Lovčice (Hradec Králové-i járás)
Lovčice település Csehországban, a Hradec Králové-i járásban. Lovčice Žiželice, Kněžičky, Lišice, Převýšov, Chlumec nad Cidlinou, Žehuň, Choťovice és Běrunice településekkel határos. Lakosainak száma 734 fő (2024. január 1.).

## Népesség
A település lakosságának változását az alábbi diagram mutatja:
| Lakosok száma | 866  | 1100 | 1023 | 885  | 751  | 620  | 670  | 702  | 718  | 734  |
|               | 1869 | 1890 | 1921 | 1950 | 1980 | 2001 | 2017 | 2019 | 2022 | 2024 |